# Gàrdia
Gàrdia (en francès Gardie) és un municipi francès situat al departament de l'Aude i a la regió d'Occitània.